# Game Boy Player
Game Boy Player är ett tillbehör till Gamecube, släppt den 20 juni 2003 i Europa, som gör det möjligt att spela Game Boy-, Game Boy Color- och Game Boy Advance-spel på en vanlig TV. Tillbehöret har samma djup och bredd som själva basenheten, men är bara ca 3 cm hög. På framsidan finns uttag för spel och en linkkabel där ytterligare Game Boy-enheter kan kopplas in för flerspelarspel.
Några spel med inbyggda rörelsesensorer eller med rumblefunktion går däremot inte att nyttja till fullo som till exempel spelet Yoshi's Universal Gravitation eller WarioWare: Twisted!. Vissa svårigheter kan även uppstå med spelen Boktai: The Sun is in Your Hand och Boktai 2: Solar Boy Django på grund av den inbyggda ljussensorns placering.
En liknande produkt, utvecklad av Datel, släpptes den 24 oktober 2003 i Europa. Den heter Advance Game Port och den är som en dongel som man kopplar in i minneskortsuttaget på konsolen. Det som skiljer sig, jämfört med Game Boy Playern, är att med Advance Game Port går det enbart att spela Game Boy Advance-spel på TV:n. Game Boy- och Game Boy Color-spel fungerar alltså inte med denna produkt.

### Fotnoter
1. ↑  ”Nintendo Game Boy Player” (på engelska). IGN. 13 juni 2003. http://www.ign.com/articles/2003/06/14/nintendo-game-boy-player-review. Läst 25 maj 2017.